# Veerapandi
Veerapandi è una suddivisione dell'India, classificata come census town, di 34.052 abitanti, situata nel distretto di Coimbatore, nello stato federato del Tamil Nadu. In base al numero di abitanti la città rientra nella classe III (da 20.000 a 49.999 persone).

## Geografia fisica
La città è situata a 11° 10' 32 N e 76° 57' 44 E.

## Società

### Evoluzione demografica
La città è governata da due diversi organi amministrativi: una città censuaria e un consiglio cittadino. Al censimento del 2001 la popolazione della città censuaria assommava a 21.911 persone, delle quali 11.651 maschi e 10.260 femmine. I bambini di età inferiore o uguale ai sei anni assommavano a 2.447, dei quali 1.271 maschi e 1.176 femmine. Infine, coloro che erano in grado di saper almeno leggere e scrivere erano 14.487, dei quali 8.484 maschi e 6.003 femmine.
La popolazione del consiglio cittadino, invece, assommava a 12.141 persone, delle quali 6.410 maschi e 5.731 femmine. I bambini di età inferiore o uguale ai sei anni assommavano a 1.083, dei quali 564 maschi e 519 femmine. Infine, coloro che erano in grado di saper almeno leggere e scrivere erano 8.514, dei quali 4.923 maschi e 3.591 femmine.